# Alana Smith
Alana Smith (Stati Uniti d'America, 9 novembre 1999) è una tennista statunitense.

## Carriera
Alana Smith ha vinto 6 titoli in singolare e 22 titoli in doppio nel circuito ITF. Il 14 luglio 2025 ha ottenuto il suo best ranking nel singolare piazzandosi alla 346ª posizione, mentre il 16 giugno 2025 ha raggiunto il miglior piazzamento mondiale nel doppio alla 149ª posizione.
Alana ha iniziato a giocare a tennis all'età di dieci anni e preferisce giocare sui campi in erba.
Ha fatto il suo debutto nel circuito maggiore al Citi Open 2017, grazie ad una wildcard per il doppio, dove ha partecipato insieme alla connazionale Skylar Morton, venendo sconfitte al primo turno dalla uzbeka Nigina Abduraimova e dalla romena Patricia Maria Țig in due set.
Ha ricevuto una wildcard agli US Open 2024 per il doppio insieme alla statunitense Anna Rogers, compiendo di conseguenza il suo debutto in un Grande Slam. In questa occasione, la sua corsa si ferma subito al primo ostacolo, dove vengono eliminate dalla coppia alternate composta dalla svizzera Viktorija Golubic e dalla britannica Tara Moore in due parziali.

## Statistiche ITF

### Singolare

#### Sconfitte (1)
| Torneo $100.000 (0) |
| Torneo $80.000 (0)  |
| Torneo $60.000 (1)  |
| Torneo $40.000 (0)  |
| Torneo $25.000 (0)  |
| Torneo $15.000 (0)  |

| N. | Data            | Torneo              | Superficie | Avversaria in finale | Punteggio |
| 1. | 13 ottobre 2024 | Edmond Open, Edmond | Cemento    | Mary Stoiana         | 5-7, 3-6  |

### Doppio

#### Vittorie (14)
| Torneo $100.000 (0) |
| Torneo $80.000 (0)  |
| Torneo $60.000 (4)  |
| Torneo $40.000 (1)  |
| Torneo $25.000 (7)  |
| Torneo $15.000 (2)  |

| N.  | Data              | Torneo                                             | Superficie      | Compagna          | Avversarie in finale            | Punteggio           |
| 1.  | 10 luglio 2021    | Magic Hotel Tours, Monastir                        | Cemento         | Dalayna Hewitt    | Emilie Lindh Valentina Ryser    | 6-4, 6-3            |
| 2.  | 17 luglio 2021    | Magic Hotel Tours, Monastir                        | Cemento         | Dalayna Hewitt    | Ayumi Koshiishi Michika Ozeki   | 6-4, 6-2            |
| 3.  | 11 giugno 2023    | ITF Villa de Madrid Copa Volvo, Madrid             | Cemento         | Dalayna Hewitt    | Li Zongyu Vasanti Shinde        | 4-6, 6-2, [10-6]    |
| 4.  | 15 luglio 2023    | Saskatoon Challenger, Saskatoon                    | Cemento         | Abigail Rencheli  | Stacey Fung Karman Thandi       | 4-6, 6-4, [10-7]    |
| 5.  | 1º ottobre 2023   | Central Coast Pro Tennis Open, Templeton           | Cemento         | McCartney Kessler | Jessie Aney Jaeda Daniel        | 7-5, 6-4            |
| 6.  | 14 ottobre 2023   | Florence Open, Florence                            | Cemento         | Abigail Rencheli  | Ayana Akli Nicole Khirin        | 3-6, 7-6(9), [10-6] |
| 7.  | 2 marzo 2024      | Women Giammalva Elite Academy, Spring              | Cemento         | Whitney Osuigwe   | Malkia Ngounoue Thaísa Pedretti | 6-4, 6-4            |
| 8.  | 5 luglio 2024     | Torneo Internacional de Tenis de Getxo, Getxo      | Terra rossa (i) | Anna Rogers       | Martha Matoula Seone Mendez     | 6-0, 7-6(7)         |
| 9.  | 3 agosto 2024     | Lexington Challenger, Lexington                    | Cemento         | Whitney Osuigwe   | Carmen Corley Ivana Corley      | 7-6(5), 6-3         |
| 10. | 21 settembre 2024 | Bank of Marin Pro Women’s Tournament, San Rafael   | Cemento         | Robin Anderson    | Makenna Jones Jamie Loeb        | 7-5, 6-2            |
| 11. | 7 dicembre 2024   | Women's Tampa, Tampa                               | Terra verde     | Makenna Jones     | Lexington Reed Mia Yamakita     | 7-5, 6-1            |
| 12. | 4 gennaio 2025    | ITF World Tennis Tour Presented by SAT, Nonthaburi | Cemento         | Maria Mateas      | Cho I-hsuan Cho Yi-tsen         | 6-1, 6-3            |
| 13. | 1º marzo 2025     | Arcadia Women's Pro Open, Arcadia                  | Cemento         | Victoria Osuigwe  | Aldila Sutjiadi Janice Tjen     | 6-3, 6-4            |
| 14. | 10 maggio 2025    | 3D Payments Cup, Boca Raton                        | Terra verde     | Fiona Crawley     | Kayla Day Allura Zamarripa      | 6-4, 6-2            |

#### Sconfitte (8)
| Torneo $100.000 (0) |
| Torneo $80.000 (2)  |
| Torneo $60.000 (2)  |
| Torneo $40.000 (2)  |
| Torneo $25.000 (1)  |
| Torneo $15.000 (1)  |

| N. | Data             | Torneo                                              | Superficie  | Compagna          | Avversarie in finale                | Punteggio           |
| 1. | 23 giugno 2018   | Freedom 55 Financial Victoria Women's ITF, Victoria | Cemento (i) | Safiya Carrington | Brynn Boren Gail Brodsky            | 1-6, 2-6            |
| 2. | 23 ottobre 2021  | Mercer Tennis Classic, Macon                        | Cemento     | Alycia Parks      | Quinn Gleason Catherine Harrison    | 2–6, 2–6            |
| 3. | 28 ottobre 2023  | Christus Health Pro Challenge, Tyler                | Cemento     | Anna Rogers       | Amelia Rajecki Abigail Rencheli     | 5-7, 6-4, [14-16]   |
| 4. | 11 maggio 2024   | Florida's Sports Coast Open, Zephyrhills            | Terra verde | Anna Rogers       | Justina Mikulskytė Christina Rosca  | 4-6, 4-6            |
| 5. | 16 novembre 2024 | Austin Challenger, Austin                           | Cemento     | Whitney Osuigwe   | Diae El Jardi Thaisa Grana Pedretti | 2-6, 6-4, [12-14]   |
| 6. | 12 aprile 2025   | Boca Raton Open, Boca Raton                         | Terra verde | Victoria Osuigwe  | Rasheeda McAdoo Akasha Urhobo       | 7-5, 6(3)–7, [7-10] |
| 7. | 19 aprile 2025   | Florida's Sports Coast Open, Zephyrhills            | Terra verde | Maria Mateas      | Marija Kozyreva Iryna Šymanovič     | 4-6, 1-6            |
| 8. | 2 agosto 2025    | Lexington Challenger, Lexington                     | Cemento     | Elvina Kalieva    | Ayana Akli Eryn Cayetano            | 6-4, 2-6, [4-10]    |